# Найду, Сароджини
Сароджини Найду (13 февраля 1879 года, Хайдарабад — 2 марта 1949 года, Лакхнау) — индийская поэтесса, участница движения за независимость Индии от Великобритании. Первая женщина-президент Индийского национального конгресса и первая женщина-губернатор Соединённых провинций.

## Биография
Сароджини Найду родилась в семье преподавателя Агорената Чатопадайя, была старшей из восьми братьев и сестёр (один из её братьев был революционером). Отец Найду, получив степень доктора наук в Эдинбургском университете, поселился в Хайдарабаде, где основал колледж и управлял им.
Её отец хотел, чтобы она стала математиком или учёным, но Найду интересовалась поэзией и начала писать стихи на английском языке (будущая поэтесса знала урду, телугу, английский, бенгальский и персидский языки). В двенадцать лет Сароджини Найду достигла национальной славы и поступила в Мадрасский университет.
В 1895 году Найду отправилась в Англию для завершения образования, где училась в Королевском колледже Лондона, а потом в Гиртон-колледже в Кембридже.
По призыву Махатмы Ганди Сароджини приняла активное участие в кампании гражданского неповиновения, в деятельности национально-освободительного движения Индии, подвергалась арестам.
В 1925–1926 годах была председателем Индийского национального конгресса.
Сароджини написала более 150 лирических стихотворений, которые в дальнейшем были включены в сборники «Золотой порог» (The golden threshold, 1905 год), «Птица времени» (The bird of time, 1912 год), «Сломанное крыло» (The broken wing, 1917 год). Позднее все они были объединены в сборник «Царственная флейта». В своих стихах Найду создала опоэтизированные картины Индии, в том числе сельской жизни в родном Декане, в её поэзии сочетаются некоторые черты раннего индийского романтизма и тенденции нового романтического стиля. Её стихи переводились на индийский и европейские языки (переводами на русский язык занимался Самуил Яковлевич Маршак).

## Личная жизнь
В 1898 году вышла замуж за доктора. У них было четверо детей.